# Gabbro
Gabbro er en dybbjergart, der bliver dannet, når magma afkøles ved kontakt af vand og jord. Når magmamassen bliver afkølet størkner massen hvorved gabbro dannes. Hvis magmaet størkner hurtigt bliver det finkornet basalt, hvis det størkner langsomt bliver det til grovkornet gabbro.
Gabbro er en magmatisk bjergart og som alle andre magmatiske bjergarter består den af microkrystaller, som er vokset sammen.
Gabbro kan findes i Danmark, fordi isen har taget det med fra Norge under sidste istid.
Den anvendes til bordplader, klinker, fliser, haveborde, gravstene, belægningsten og facadesten.